# Ortueri
Ortueri (en sard, Ortueri) és un municipi italià, dins de la província de Nuoro. L'any 2007 tenia 1.435 habitants. Es troba a la regió de Mandrolisai. Limita amb els municipis d'Austis, Busachi (OR), Neoneli (OR), Samugheo (OR), Sorgono i Ula Tirso (OR).

## Administració
| Període | Identitat                 | Partit        |
| ------- | ------------------------- | ------------- |
| 2005-   | Mariangela Cuccui Carboni | Llista cívica |